# Diurético osmótico
Os Diuréticos osmóticos são um grupo de fármacos diuréticos que actuam no Rim, aumentando o volume e diminuindo a concentração da urina. Alteram as forças osmóticas ao longo do néfron, inibindo a reabsorção de solutos e água, como exemplo, podemos citar o Manitol. Em altas concentrações, a glicose (diabetes mellitus) e a uréia (uremia) podem agir como diuréticos osmóticos. Chegam ao túbulo por filtração glomerular e praticamente não são reabsorvidos. Eles alteram a reabsorção em segmentos muito permeáveis à água, como o túbulo proximal e a parte delgada da porção descendente da alça de Henle.
Os diuréticos osmóticos, em particular o Manitol devem ser administrados por via parenteral, pois se estes fossem ingeridos via oral causariam desequilíbrios eletrolíticos e consequentemente vómitos e diarreia.

## Mecanismo de acção
São substâncias inertes hidrofílicas que são absorvidas para o sangue e daí passam para o filtrado glomerular no rim. Como não são absorviveis pelas células tubulares sua presença cria pressão osmótica dentro do túbulo, impedindo a água de ser reabsorvida passivamente.
O diurético osmótico manitol é uma droga amplamente utilizada em neurociruriga e neurologia a fim de diminuir a pressäo intracraniana e melhorar a microcirculaçäo cerebral. As teorias sobre seu mecanismo de açäo säo revisadas: gradiente osmótico pela barreira hematoencefálica, auto-regulaçäo vascular e neutralizaçäo dos radicais livres do oxigênio. Sua posologia é empírica, segunda a experiência própria de cada autor. O conhecimento dos critérios básicos para o uso do manitol e de sua reposiçäo hidreletrolítica é fundamental para a manutençäo da osmolaridade sérica em valores terapêuticos (AU.
TTipos de diutéricos osmóticos: (Goodeman e Gilman, pag 666)
Glicerina- administrada via oral, cuidado na administraçao pois pode causar hiperglicemia.
Isossorbida - administrada via oral;
Manitol - via de administraçao endovenosa
Ureia - via de administraçao endovenosa, essa em particular pode causar dor e trombos caso ocorra estravasamentos.

## Efeitos
Aumento do volume da urina, com maior preservação das concentrações de ions sanguineos que outros diuréticos.

### Efeitos adversos
- Hiponatremia
- Dor de cabeça
- Náuseas
- Expansão da água extracelular

## Usos clínicos
O uso de diuréticos deve ser feito com restrição do sal na dieta, pois o seu efeito poderá aumentar o apetite por sal, e se este for ingerido em grandes quantidades, não terá efeito.